# Ле, Франсис
Франсис Ле, известен также как Франсис Лей ( фр. Francis Lai, 26 апреля 1932, Ницца — 7 ноября 2018, Париж) — французский кинокомпозитор. Лауреат премии «Оскар» 1971 года за музыку к американскому фильму «История любви».

## Биография
Музыкальную карьеру начинал как аккомпаниатор эстрадных певцов, в том числе Эдит Пиаф.
Известность приобрёл в начале 1960-х годов как кинокомпозитор. Из 60 написанных Ле саундтреков наиболее популярна музыка к таким кинофильмам, как «Мужчина и женщина» (номинировался на премию «Золотой глобус» за лучшую музыку в 1967 году), «Пассажир дождя», «История любви» (премия «Оскар» за 1971 год) и другим. Долго и плодотворно сотрудничал с режиссёром Клодом Лелушем.
Сочинил множество песен для Эдит Пиаф, Жюльетт Греко, Ива Монтана, Мирей Матье, Джонни Холлидея. Эти песни исполняли также Том Джонс, Фрэнк Синатра, Энди Уильямс и Элла Фицджеральд. В России песни Ле исполняли Муслим Магомаев, Тамара Гвердцители и ряд других исполнителей. Некоторые из своих песен (Sur notre étoile, La Rose Bleue, обе — 1974) исполнил сам.

## Фильмография
1. 1964 — Карусель / Круг любви / «La Ronde»; режиссёр Роже Вадим
2. 1966 — Мужчина и женщина / Un homme et une femme; режиссёр Клод Лелуш
3. 1967 — Жить, чтобы жить / Vivre pour vivre; режиссёр Клод Лелуш
4. 1967 — Солнце бродяг / Вы не всё сказали, месье Фарран / Le Soleil des voyous; режиссёр Жан Деланнуа
5. 1968 — 13 дней во Франции / 13 jours en France (документальный фильм); режиссёр Клод Лелуш
6. 1968 — Майерлинг / Mayerling; режиссёр Теренс Янг
7. 1969 — Пассажир дождя / Le Passager de la pluie; режиссёр Рене Клеман
8. 1969 — Мужчина, который мне нравится / Un homme qui me plaît; режиссёр Клод Лелуш
9. 1970 — История любви / Love Story; режиссёр Артур Хиллер
10. 1970 — Негодяй / Le Voyou; режиссёр Клод Лелуш
11. 1971 — Смик Смак Смок / Smic Smac Smoc; режиссёр Клод Лелуш
12. 1971 — Нефтедобытчицы / Les pétroleuses; режиссёр Кристиан-Жак
13. 1972 — Мальчик-с-пальчик / Le Petit Poucet; режиссёр Мишель Буарон
14. 1972 — Бег зайца через поля / La Course Du Lievre A Travers Les Champs; режиссёр Рене Клеман
15. 1972 — Приключение — это приключение / L’aventure, c’est l’aventure; режиссёр Клод Лелуш
16. 1973 — С новым годом! / La Bonne Année; режиссёр Клод Лелуш
17. 1974 — Un amour de pluie; режиссёр Жан-Клод Бриали
18. 1974 — Вся жизнь / Toute une vie; режиссёр Клод Лелуш
19. 1974 — Брак / Узы брака / Mariage; режиссёр Клод Лелуш
20. 1975 — Эммануэль 2 / Emmanuelle: L’antivierge; режиссёр Франсис Якобетти
21. 1975 — Кот и мышь / Le Chat et la souris; режиссёр Клод Лелуш
22. 1975 — Труп моего врага; режиссёр Анри Верней
23. 1976 — Добрые и злые / Le Bon et les Méchants; режиссёр Клод Лелуш
24. 1976 — Если бы начать сначала / Si c'était à refaire; режиссёр Клод Лелуш
25. 1977 — Потерянная душа / Anima persa; режиссёр Дино Ризи
26. 1977 — Ещё один мужчина, ещё один шанс / Un autre homme, une autre chance; режиссёр Клод Лелуш
27. 1977 — Билитис / Bilitis; режиссёр Дэвид Гамильтон
28. 1978 — Робер и Робер / Robert et Robert; режиссёр Клод Лелуш
29. 1978 — Воришки / Les Ringards; режиссёр Робер Пуре
30. 1979 — За нас двоих / A nous deux
31. 1981 — Одни и другие / Болеро / Les uns et les autres (Bolero) ; режиссёр Клод Лелуш
32. 1983 — Эдит и Марсель / Édith et Marcel; режиссёр Клод Лелуш
33. 1984 — Облава / Canecule; режиссёр Yves Boisset
34. 1984 — Откройте, полиция! / Les Ripoux; режиссёр Клод Зиди
35. 1986 — Мужчина и женщина: 20 лет спустя / Un homme et une femme : vingt ans déjà; режиссёр Клод Лелуш
36. 1986 — Внимание, бандиты! / Осторожно: бандиты! / Attencion Bandits!; режиссёр Клод Лелуш
37. 1987 — Ассоциация злоумышленников / Association de malfaiteurs; режиссёр Клод Зиди
38. 1987 — Очи чёрные; режиссёр Никита Михалков.
39. 1988 — Баловень судьбы / Itinéraire d’un enfant gâté; режиссёр Клод Лелуш
40. 1990 — Откройте, полиция! 2 / Ripoux contre ripoux; режиссёр Клод Зиди
41. 1990 — Бывают дни... Бывают ночи / Il y a des jours… et des lunes; режиссёр Клод Лелуш
42. 1990 — Прошу не беспокоиться (Вальс любви)[итал.] / Tolgo il disturbo (Valse d’amour); режиссёр Дино Ризи
43. 1991 — Ключи от рая / Les Clés du paradis; режиссёр Филипп Де Брока
44. 1992 — Прекрасная история / La belle histoire; режиссёр Клод Лелуш
45. 1992 — Неизвестный в доме / l’Inconnu dans la maison; режиссёр Жорж Лотнер
46. 1993 — Всё это? За это?! / Tout ça… pour ça; режиссёр Клод Лелуш
47. 1995 — Отверженные / Les Misérables; режиссёр Клод Лелуш
48. 1996 — Мужчины, женщины: Руководство по эксплуатации / Hommes, femmes, mode d’emploi; режиссёр Клод Лелуш
49. 1998 — Случайности и закономерности / Hasards ou coïncidences; режиссёр Клод Лелуш
50. 1999 — Одна за всех / Une pour toutes; режиссёр Клод Лелуш
51. 2003 — Откройте, полиция! 3 / Ripoux 3; режиссёр Клод Зиди
52. 2004 — Род человеческий: парижане / Le genre humain — 1: Les parisiens; режиссёр Клод Лелуш
53. 2005 — Смелость любить / Le Courage d’aimer; режиссёр Клод Лелуш
54. 2006 — Une équipe de rêve / Zidane’s Dream Team
55. 2010 — Женщина и мужчины / Ces amours là; режиссёр Клод Лелуш.